# United States Hockey League
United States Hockey League (USHL) är en amerikansk juniorishockeyliga som är den högsta i den amerikanska juniorishockeysystemet och är exklusivt för ishockeyspelare som är mellan 16 och 20 år gamla. Samtliga som spelar i ligan är amatörer, för att kunna vara berättigade till att deltaga i collegeserierna inom National Collegiate Athletic Association (NCAA). USHL är sanktionerad av det amerikanska ishockeyförbundet USA Hockey och har sitt huvudkontor i Chicago, Illinois.

## Historik
USHL härstammar från 1947 när American Amateur Hockey League grundades och var en ishockeyliga som var baserad i delstaten Minnesota och som bestod av sex lag, där fem kom ifrån trakterna runt Minneapolis-Saint Paul och ett lag från Rochester. 1952 valde man byta namn till Central Hockey League men det höll bara ett år innan ligan bytte namn återigen och den här gången till Minnesota Hockey League. 1955 tyckte ligan att det var läge att byta namn ännu en gång och man blev United States Central Hockey League. Fem år senare valde man ta bort Central från liganamnet. USHL var en ishockeyliga enbart för seniorspelare mellan 1961 och 1977 och mellan 1977 och 1979 tillät man att både seniorer och juniorer spelade tillsammans i ligan efter att Midwest Junior Hockey League (MidJHL) gick omkull och blev sammanslagen med USHL. 1979 tog man dock beslutet om att göra USHL till en ishockeyliga exklusivt för juniorspelare.

## Lagen

### Nuvarande
De lag som spelar i serien för säsong 2021–2022.
| Konferens | Lag                      | Stad/Stat                   | Arena                               | Anslöt |
| --------- | ------------------------ | --------------------------- | ----------------------------------- | ------ |
| Eastern   | Cedar Rapids Roughriders | Cedar Rapids, Iowa          | Cedar Rapids Ice Arena              | 1999   |
| Eastern   | Chicago Steel            | Geneva, Illinois            | Fox Valley Ice Arena                | 2000   |
| Eastern   | Dubuque Fighting Saints  | Dubuque, Iowa               | Mystique Community Ice Center       | 2010   |
| Eastern   | Green Bay Gamblers       | Green Bay, Wisconsin        | Resch Center                        | 1994   |
| Eastern   | Madison Capitols         | Madison, Wisconsin          | Bob Suter's Capitol Ice Arena       | 2014   |
| Eastern   | Muskegon Lumberjacks     | Muskegon, Michigan          | L.C. Walker Arena                   | 2010   |
| Eastern   | Team USA                 | Plymouth Township, Michigan | USA Hockey Arena                    | 2009   |
| Eastern   | Youngstown Phantoms      | Youngstown, Ohio            | Covelli Centre                      | 2003   |
| Western   | Des Moines Buccaneers    | Urbandale, Iowa             | Buccaneer Arena                     | 1980   |
| Western   | Fargo Force              | Fargo, North Dakota         | Scheels Arena                       | 2008   |
| Western   | Lincoln Stars            | Lincoln, Nebraska           | Ice Box                             | 2007   |
| Western   | Omaha Lancers            | Ralston, Nebraska           | Ralston Arena                       | 1996   |
| Western   | Sioux City Musketeers    | Sioux City, Iowa            | Gateway Arena (Tyson Events Center) | 1972   |
| Western   | Sioux Falls Stampede     | Sioux Falls, South Dakota   | Denny Sanford Premier Center        | 1999   |
| Western   | Tri-City Storm           | Kearney, Nebraska           | Viaero Center                       | 2000   |
| Western   | Waterloo Black Hawks     | Waterloo, Iowa              | Young Arena                         | 1962   |

### Tidigare

#### Senior
Samtliga seniorlag som spelade i USHL mellan 1947 och 1979.
| - Anoka Nordiques - Austin Mavericks - Bloomington Junior Stars - Calumet-Houghton Chiefs - Central Wisconsin Flyers - Chicago Warriors - Copper-Country Chiefs - Copper-Country Islanders - Des Moines Oak Leafs - Duluth Port Stars | - Fox Valley Astros - Grand Rapids Blades - Grand Rapids Bruins - Green Bay Bobcats - Madison Blues - Marquette Iron Rangers - Milwaukee Admirals - Milwaukee Metros - Minneapolis Rebels - Minnesota Nationals | - Rochester Mustangs - Sault Ste. Marie Canadians - Sault Ste. Marie Greyhounds - Sioux City Musketeers - St. Paul Steers - Thunder Bay Twins - Traverse City Bays - U.S. Nationals - Waterloo Black Hawks |

#### Junior
Samtliga juniorlag som har spelat i USHL sedan 1977 och är nerlagda idag.
| - Austin Mavericks - Bloomington Thunder - Central Illinois Flying Aces - Danville Wings - Dubuque Fighting Saints - Fargo-Moorhead Bears - Fargo-Moorhead Ice Sharks | - Green Bay Bobcats - Hennepin Nordiques - Indiana Ice - Minneapolis Stars - North Iowa Huskies - Ohio Junior Blue Jackets - River City Lancers | - Rochester Mustangs - St. Louis Heartland - Twin Cities/St. Paul Vulcans - Thunder Bay Flyers - Topeka Scarecrows - Tulsa Crude - Madison/Wisconsin Capitols |

## Vinnare
Samtliga vinnare i USHL. Pokalen Anderson Cup delas ut till det lag som vinner grundserien och pokalen Clark Cup delas ut till det lag som vinner slutspelet.
| Senior - 1961–1962: Rochester Mustangs - 1962–1963: Green Bay Bobcats - 1963–1964: Waterloo Black Hawks - 1964–1965: Waterloo Black Hawks - 1965–1966: Waterloo Black Hawks - 1966–1967: Waterloo Black Hawks - 1967–1968: Waterloo Black Hawks - 1968–1969: Marquette Iron Rangers - 1969–1970: Marquette Iron Rangers - 1970–1971: Marquette Iron Rangers - 1971–1972: Green Bay Bobcats - 1972–1973: Thunder Bay Twins - 1973–1974: Thunder Bay Twins - 1974–1975: Waterloo Black Hawks - 1975–1976: Milwaukee Admirals - 1976–1977: Grand Rapids Blades Senior/junior - 1977–1978: Waterloo Black Hawks - 1978–1979: Waterloo Black Hawks | Anderson Cup - 1979–1980: Hennepin Nordiques - 1980–1981: Dubuque Fighting Saints - 1981–1982: Sioux City Musketeers - 1982–1983: Dubuque Fighting Saints - 1983–1984: St. Paul Vulcans - 1984–1985: Austin Mavericks - 1985–1986: Sioux City Musketeers - 1986–1987: Rochester Mustangs - 1987–1988: Thunder Bay Flyers - 1988–1989: Thunder Bay Flyers - 1989–1990: Omaha Lancers - 1990–1991: Thunder Bay Flyers - 1991–1992: Thunder Bay Flyers - 1992–1993: Omaha Lancers - 1993–1994: Des Moines Buccaneers - 1994–1995: Des Moines Buccaneers - 1995–1996: Green Bay Gamblers - 1996–1997: Green Bay Gamblers - 1997–1998: Des Moines Buccaneers - 1998–1999: Des Moines Buccaneers - 1999–2000: Lincoln Stars - 2000–2001: Lincoln Stars - 2001–2002: Omaha Lancers - 2002–2003: Lincoln Stars - 2003–2004: Tri-City Storm - 2004–2005: Cedar Rapids Roughriders & Omaha Lancers - 2005–2006: Sioux Falls Stampede - 2006–2007: Waterloo Black Hawks - 2007–2008: Omaha Lancers - 2008–2009: Green Bay Gamblers - 2009–2010: Green Bay Gamblers - 2010–2011: Cedar Rapids Roughriders - 2011–2012: Green Bay Gamblers - 2012–2013: Dubuque Fighting Saints - 2013–2014: Waterloo Black Hawks - 2014–2015: Youngstown Phantoms - 2015–2016: Cedar Rapids Roughriders - 2016–2017: Sioux City Musketeers - 2017–2018: Waterloo Black Hawks - 2018–2019: Tri-City Storm - 2019–2020: Chicago Steel - 2020–2021: Chicago Steel - 2021–2022: Tri-City Storm - 2022–2023: Fargo Force - 2023–2024: Fargo Force - 2024–2025: Lincoln Stars | Clark Cup - 1979–1980: Hennepin Nordiques - 1980–1981: Dubuque Fighting Saints - 1981–1982: Sioux City Musketeers - 1982–1983: Dubuque Fighting Saints - 1983–1984: St. Paul Vulcans - 1984–1985: Dubuque Fighting Saints - 1985–1986: Sioux City Musketeers - 1986–1987: Rochester Mustangs - 1987–1988: Thunder Bay Flyers - 1988–1989: Thunder Bay Flyers - 1989–1990: Omaha Lancers - 1990–1991: Omaha Lancers - 1991–1992: Des Moines Buccaneers - 1992–1993: Omaha Lancers - 1993–1994: Omaha Lancers - 1994–1995: Des Moines Buccaneers - 1995–1996: Green Bay Gamblers - 1996–1997: Lincoln Stars - 1997–1998: Omaha Lancers - 1998–1999: Des Moines Buccaneers - 1999–2000: Green Bay Gamblers - 2000–2001: Omaha Lancers - 2001–2002: Sioux City Musketeers - 2002–2003: Lincoln Stars - 2003–2004: Waterloo Black Hawks - 2004–2005: Cedar Rapids Roughriders - 2005–2006: Des Moines Buccaneers - 2006–2007: Sioux Falls Stampede - 2007–2008: Omaha Lancers - 2008–2009: Indiana Ice - 2009–2010: Green Bay Gamblers - 2010–2011: Dubuque Fighting Saints - 2011–2012: Green Bay Gamblers - 2012–2013: Dubuque Fighting Saints - 2013–2014: Indiana Ice - 2014–2015: Sioux Falls Stampede - 2015–2016: Tri-City Storm - 2016–2017: Chicago Steel - 2017–2018: Fargo Force - 2018–2019: Sioux Falls Stampede - 2019–2020: Inställt - 2020–2021: Chicago Steel - 2021–2022: Sioux City Musketeers - 2022–2023: Youngstown Phantoms - 2023–2024: Fargo Force - 2024–2025: Muskegon Lumberjacks |

## Spelare

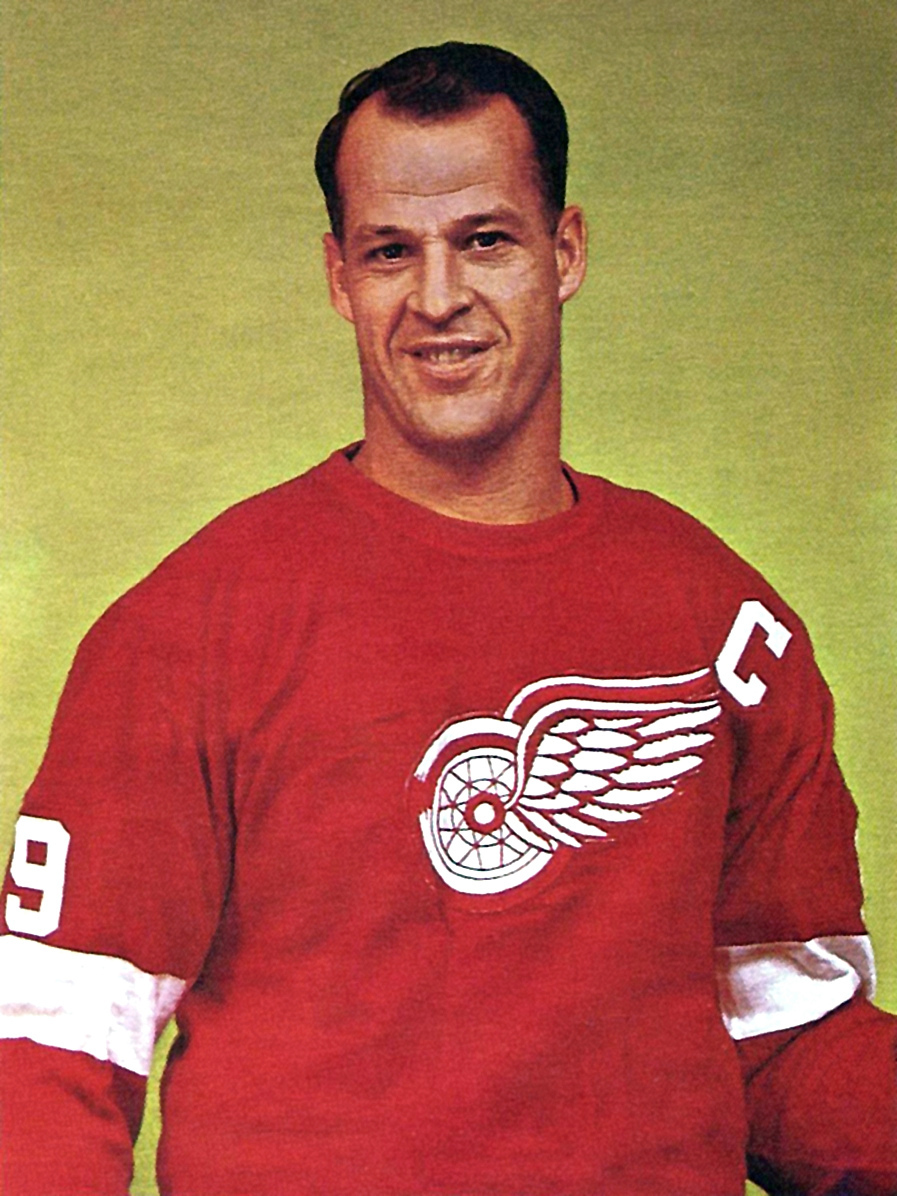
Gordie Howe.

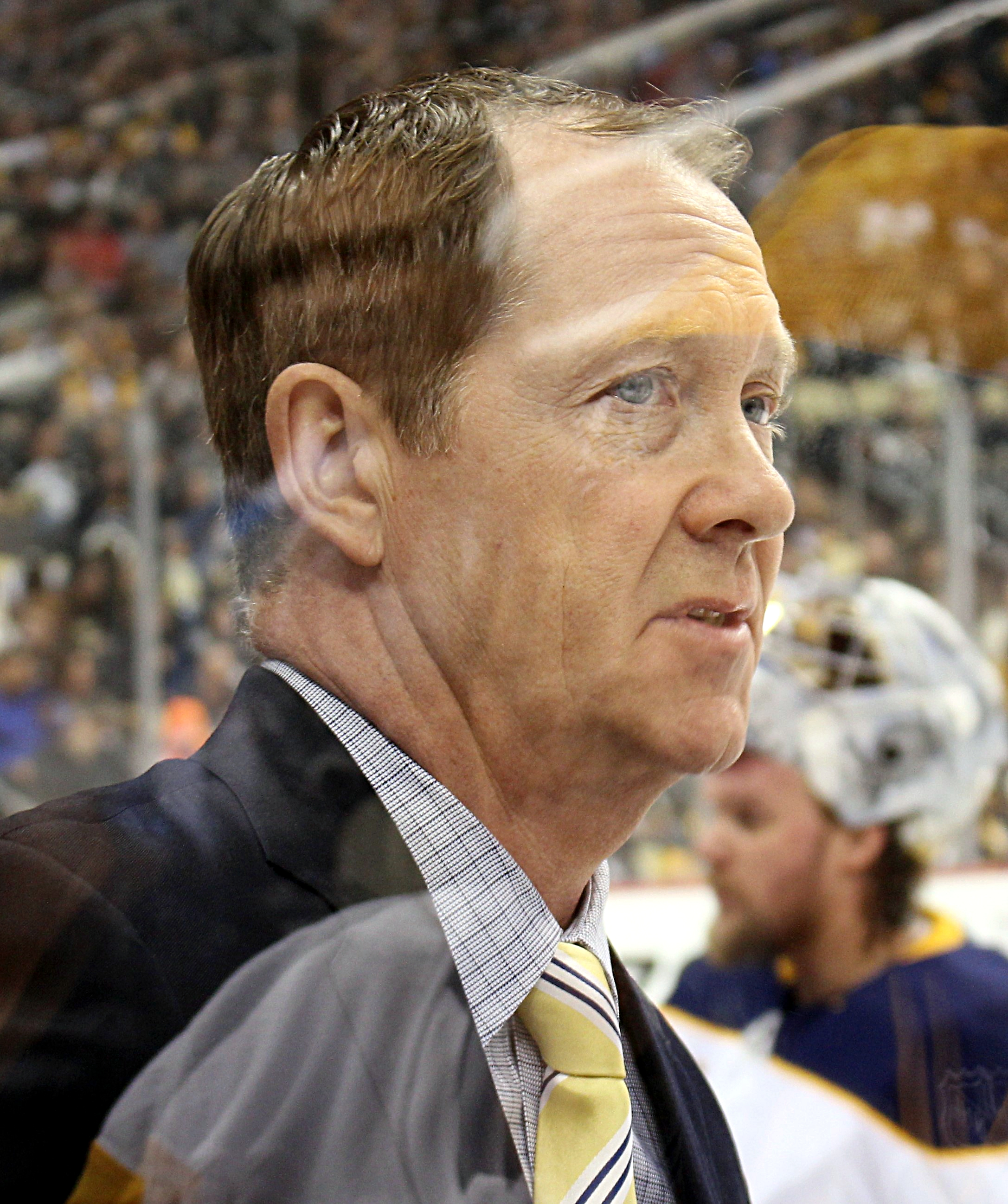
Phil Housley.

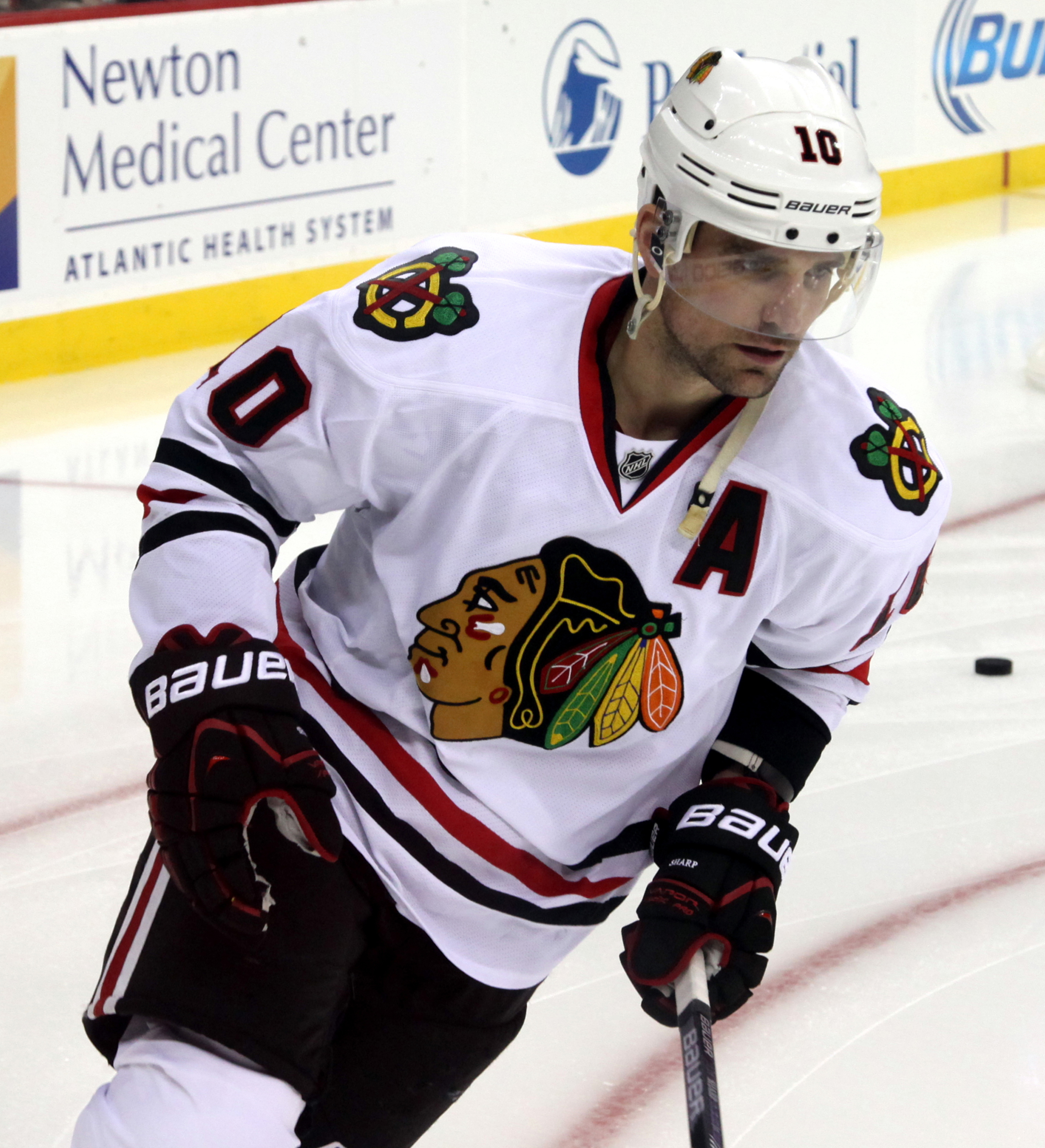
Patrick Sharp.

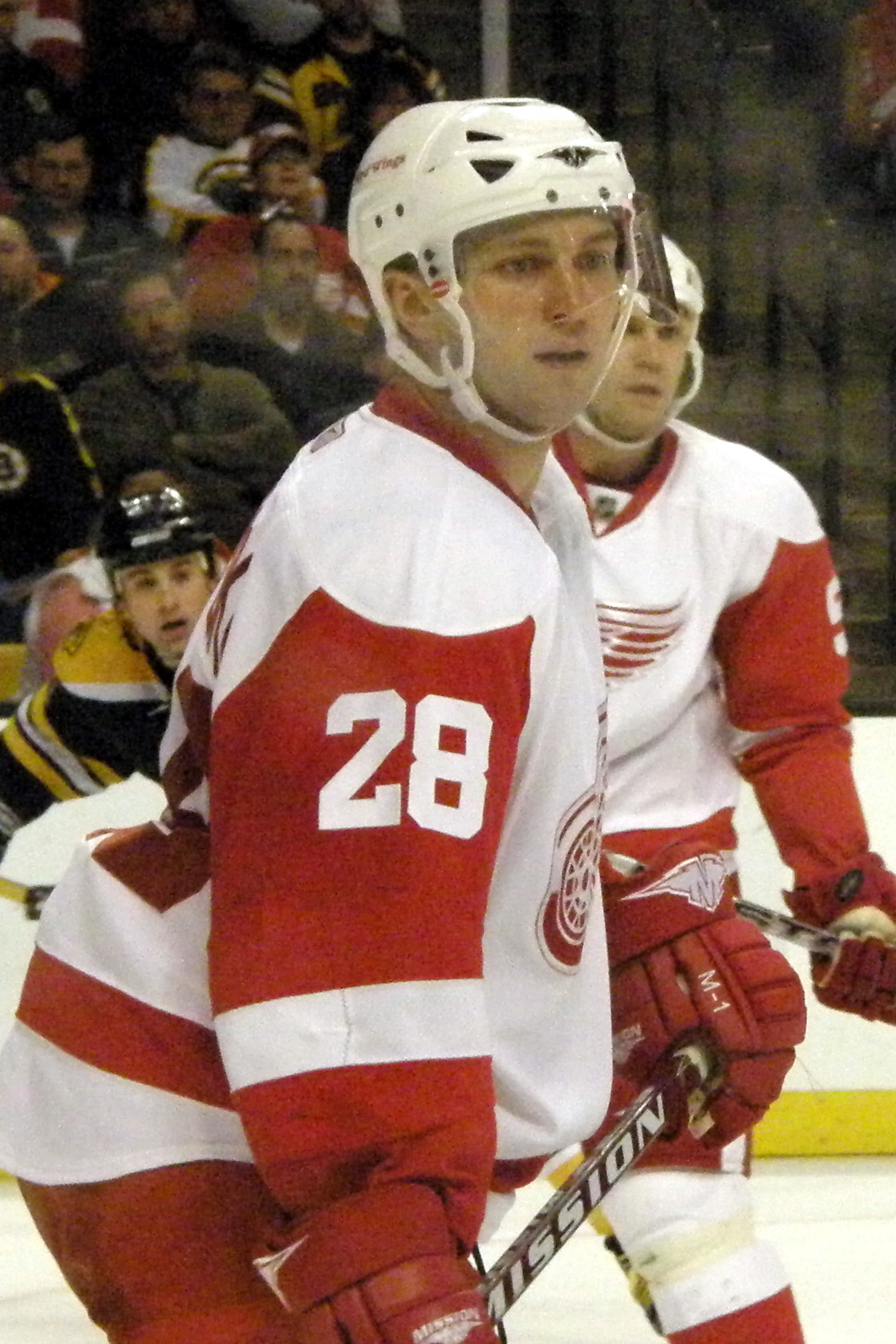
Brian Rafalski.

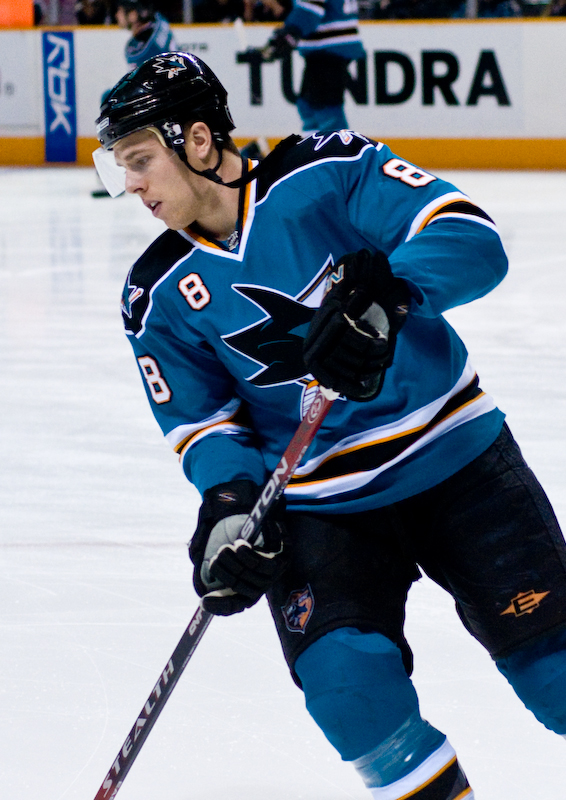
Joe Pavelski.

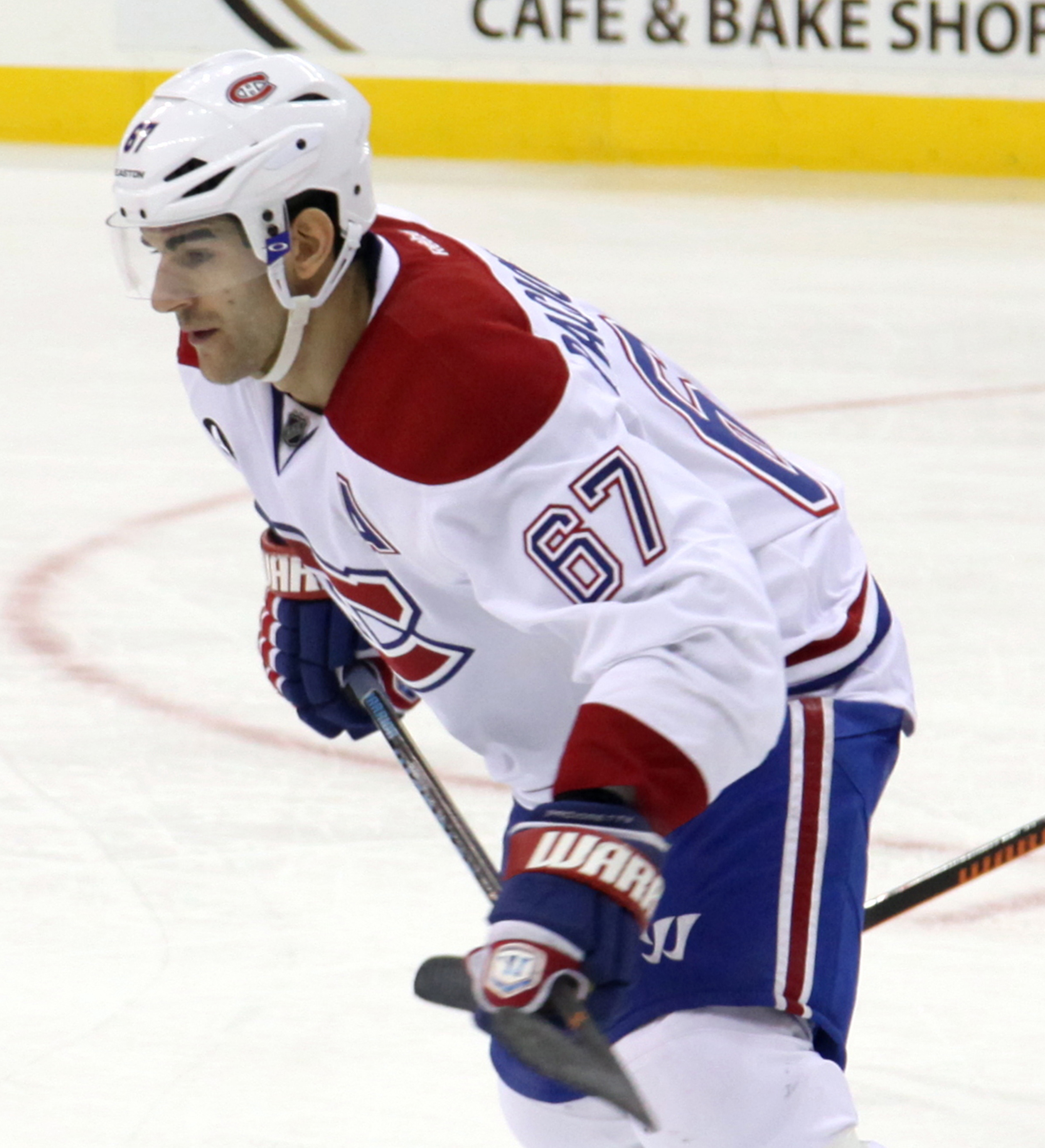
Max Pacioretty.

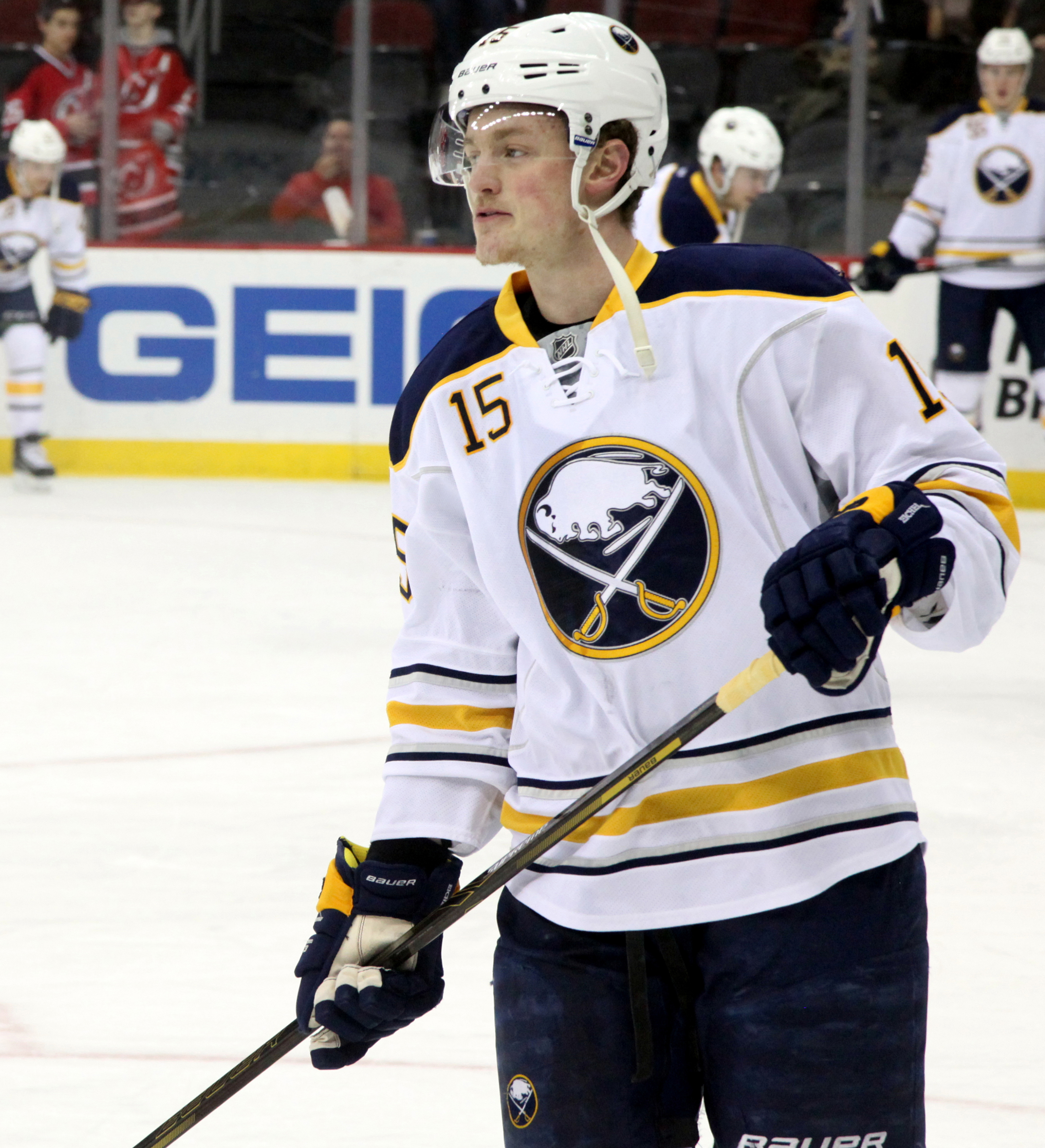
Jack Eichel.

Ett urval av ishockeyspelare som har spelat en del av sina ungdomsår i USHL och är/var etablerad och/eller har spelat minst 150 grundspelsmatcher i den nordamerikanska proffsligan National Hockey League (NHL).
| Målvakter - Ty Conklin - Dan Ellis - John Gibson - John Grahame - Jimmy Howard | Backar - Andrew Alberts - Keith Ballard - Justin Braun - Matthew Carle - John Carlson - Joe Corvo - Danny DeKeyser - Mark Eaton - Justin Faulk - Jeff Finger - Tom Gilbert - Alex Goligoski - Matt Greene - Eric Gryba - Ron Hainsey - Jack Hillen - Phil Housley - Seth Jones - Rostislav Klesla - Torey Krug - Brett Lebda - Jordan Leopold - John-Michael Liles - Mike Komisarek - Alec Martinez - John Moore - Jeff Petry - Tom Preissing - Nate Prosser - Brian Rafalski - Kurt Sauer - Mark Stuart - Gary Suter - Jacob Trouba - Ryan Whitney - Patrick Wiercioch | Forwards - Justin Abdelkader - Tyler Arnason - David Backes - Jason Blake - Jared Boll - Brandon Bollig - David Booth - Adam Burish - Ryan Carter - Alex Chiasson - Ben Clymer - Erik Cole - Erik Condra - Patrick Eaves - Jack Eichel - Ruslan Fedotenko - Sam Gagner - Johnny Gaudreau - Nathan Gerbe - Stephen Gionta - Zemgus Girgensons - Adam Hall - Martin Hanzal - Erik Haula - Jimmy Hayes - Andy Hilbert - Gordie Howe - Tim Jackman - Greg Johnson - Ryan Johnson - Ryan Kesler - Trent Klatt - Dylan Larkin - Chad LaRose - Anders Lee - Trevor Lewis - Ryan Malone - Drew Miller - David Moss - Matt Nieto - Eric Nystrom - Andreas Nödl - Kyle Okposo - T.J. Oshie - Max Pacioretty - Joe Pavelski - Shjon Podein - Teddy Purcell - Matt Read - Brandon Saad - Jaden Schwartz - Patrick Sharp - Craig Smith - Paul Stastny - David Steckel - Corey Tropp - R.J. Umberger - Thomas Vanek - Joe Vitale - Blake Wheeler - Brad Winchester - Tommy Wingels |